# Vannella langae
Vannella langae – gatunek ameby należący do rodziny  Vannellidae z supergrupy Amoebozoa według klasyfikacji Cavaliera-Smitha.
Forma pełzająca jest kształtu trójkątnego albo jajowatego. Hialoplazma zajmuje połowę lub 1/3 całkowitej długości pełzaka, tylny koniec ciała trójkątny. Osobnik dorosły osiąga długość 7 – 12 μm, szerokość 5 – 10 μm. Posiada pojedyncze jądro o średnicy 2,5 μm z centralnie umieszczonym jąderkiem o średnicy 1,5 – 2,0 μm.
Występuje w morzu.